# Galium antuneziae
Galium antuneziae är en måreväxtart som beskrevs av Lauramay Tinsley Dempster. Galium antuneziae ingår i släktet måror, och familjen måreväxter.
Artens utbredningsområde är Peru. Inga underarter finns listade i Catalogue of Life.